# Futbolniy Klub Saturn Ramenskoye
Futbolniy Klub Saturn Ramenskoye (em russo: Футбольный клуб "Сатурн" Московская область) é uma agremiação esportiva da Rússia, baseada na cidade de Ramenskoie (Oblast de Moscou). Atualmente joga a Terceira Divisão do Campeonato Russo.
Fundado em 1946, desistiu de participar da Premier Liga no final de 2010, depois que a capital deixou de patrociná-lo. Sua dívida passou a mais de 800 milhões de rublos, cerca de 43,8 milhões de reais. Voltou ao futebol profissional na temporada 2014–15, na Terceira Divisão nacional, e em 2015-16 não teve permissão para disputar a competição, recomeçando nas divisões amadoras.
Utiliza o Saturn Stadium (capacidade para 16.500 lugares) para mandar seus jogos. As cores do clube são azul e preto.

## Nomes
- 1946–1950: Snaiper Ramenskoie
- 1951–1953: Krylya Sovetov Ramenskoie
- 1953–1960: Trud Ramenskoie
- 1960–1988: Saturn Ramenskoie
- 1988–2001: FC Saturn Ramenskoie
- 2002–2003: FC Saturn Ren-TV Ramenskoie
- 2004–2011: FC Saturn Oblast de Moscou (Ramenskoie)

## Títulos
- Liga Nacional: 1998

## Uniformes

### Uniformes atuais
- 1º - Camisa listrada em azul e preto, calção e meias pretos;
- 2º - Camisa branca, calção e meias brancas.

| Primeiro Uniforme | Segundo Uniforme |  |

### Uniformes anteriores
- 2008

| Primeiro | Segundo | Terceiro |

- 2007

| Primeiro | Segundo | Terceiro |

- 2006

| Primeiro | Segundo | Segundo |